# Quận Musselshell, Montana
Quận Musselshell là một quận thuộc tiểu bang Montana, Hoa Kỳ. Quận lỵ đóng ở , Montana6. Quận được đặt tên theo. Dân số theo điều tra năm 2000 của Cục điều tra dân số Hoa Kỳ là người.

## Địa lý
Theo Cục điều tra dân số Hoa Kỳ, quận này có diện tích km2, trong đó có km2 là diện tích mặt nước.

## Thông tin nhân khẩu
Theo điều tra dân số 2 năm 2000, có 4.497 người, 1.878 hộ, và 1.235 gia đình sống trong quận hạt. Mật độ dân số là 2 người trên một dặm vuông (1/km ²). Có 2.317 đơn vị nhà ở mật độ trung bình của <1/km ² (1/sq mi). Thành phần chủng tộc của cư dân sinh sống trong quận gồm chủng tộc của quận là 96,91% người da trắng, 0,07% da đen hay Mỹ gốc Phi, 1,27% người Mỹ bản xứ, 0,16% châu Á, Thái Bình Dương 0,04%, 0,38% từ các chủng tộc khác, và 1,18% từ hai hoặc nhiều chủng tộc. 1,60% dân số là người Hispanic hay Latino thuộc một chủng tộc nào. 26,6% là người gốc Đức, 14,8% tiếng Anh, Na Uy 8,4%, Ailen 8,1% và 7,4% gốc Mỹ theo điều tra dân số năm 2000. 96,5% nói tiếng Anh và 2,6% tiếng Đức là ngôn ngữ đầu tiên của họ.
Có 1.878 hộ gia đình trong đó có 27,20% trẻ em dưới 18 tuổi sống chung với họ, 55,60% là đôi vợ chồng ở với nhau, 6,60% có nữ hộ và không có chồng, và 34,20% là không lập gia đình. 30,10% hộ gia đình được tạo thành từ các cá nhân và 13,80% có người sống một mình 65 tuổi trở lên là ai. Cỡ hộ trung bình là 2,33, và kích cỡ gia đình trung bình là 2,91.
Trong quận dân số trải rộng với 23,40% dưới độ tuổi 18, 5,70% 18-24, 24,00% 25-44, 29,40% từ 45 đến 64, và 17,50% từ 65 tuổi trở lên là người. Độ tuổi trung bình là 43 năm. Đối với mỗi 100 nữ có 95,40 nam giới. Đối với mỗi 100 nữ 18 tuổi trở lên, có 95,70 nam giới.
Thu nhập trung bình cho một hộ gia đình trong quận là 25.527 USD, và thu nhập trung bình của gia đình là USD 32.298. Nam giới có thu nhập trung bình USD 25.000 so với 17.813 USD đối với phái nữ. Thu nhập bình quân đầu người là 15.389 USD. 19,90% dân số và 13,00% của các gia đình có thu nhập dưới chuẩn nghèo. Trong tổng dân số, 31,70% những người dưới độ tuổi 18 và 10,50% của những người 65 tuổi trở lên đang sống dưới mức nghèo khổ.